# Naemyeongbu

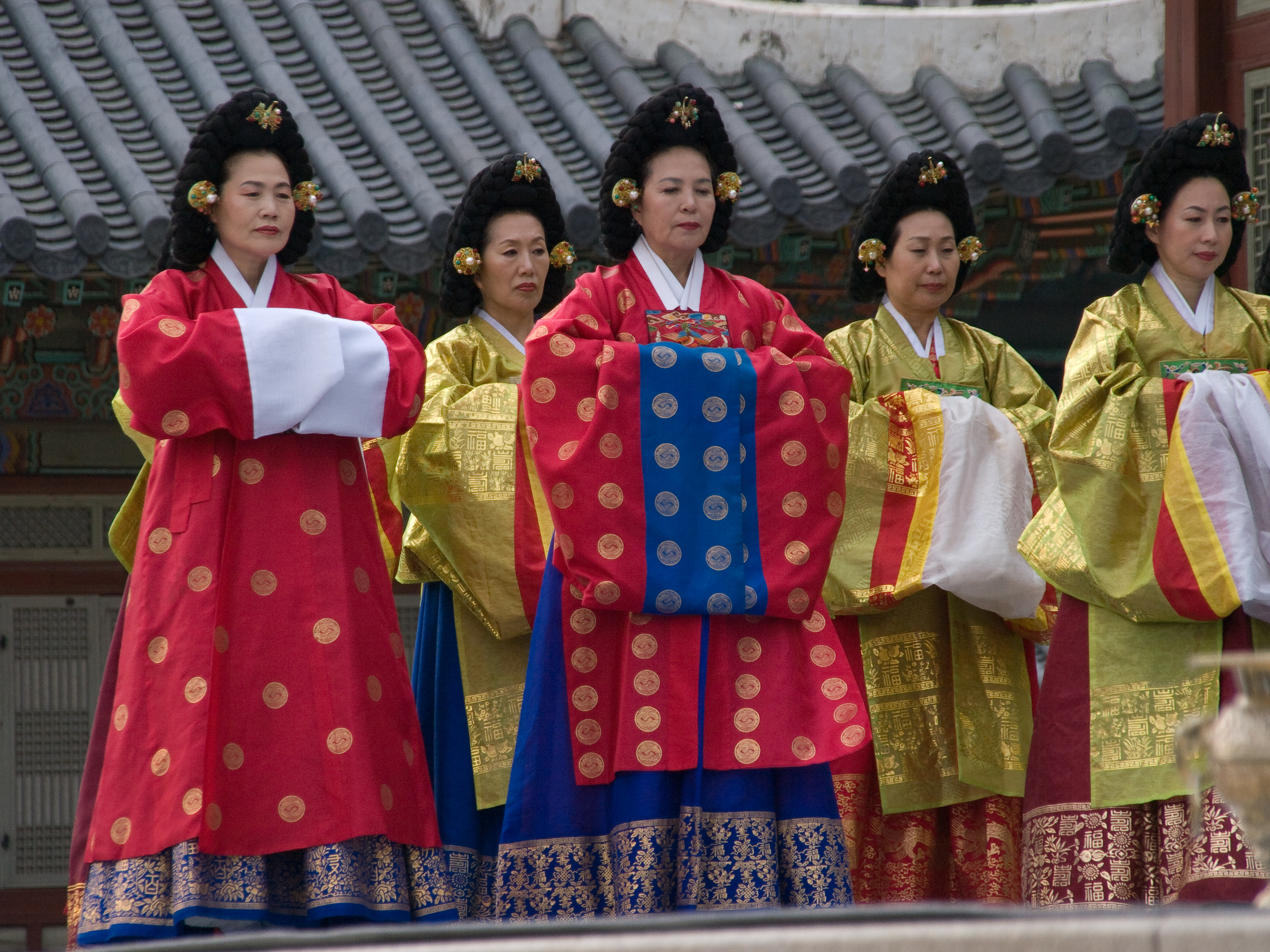
Donne della corte interna (ricostruzione storica).

Le Naemyeongbu (내명부?, 內命婦?, NaemyŏngbuMR, "corte interna") erano le concubine reali e le funzionarie femminili residenti all'interno del palazzo durante il regno coreano di Joseon. Si distingueva dall'Oemyeongbu (외명부?, 外命婦?), la "corte esterna" che raggruppava le principesse, le figlie avute dal re con le concubine, le parenti del sovrano e le mogli dei funzionari civili e militari che vivevano fuori dal palazzo.

## Storia
Le norme sulle donne di corte vennero introdotte dal fondatore di Joseon, Taejo (r. 1392-1398), nel suo sesto anno di regno, prendendo esempio dai sistemi in uso nella Cina Tang, Song e Ming. Sempre ispirandosi a Tang, nel 1428 Sejong stabilì ranghi, titoli e posizioni, e implementò la divisione tra "Naegwan" – le donne che servivano direttamente il re – e "Gunggwan" – l'insieme delle addette alle questioni pertinenti il palazzo reale. Questa organizzazione venne poi inclusa nel Grande codice per l'amministrazione statale (경국대전?, Gyeongguk daejeonLR) promulgato nel 1471 da Seongjong, dove il termine "Naemyeongbu" appare per la prima volta, sostituendo "Yeogwan" (여관?), usato in precedenza.
Nel XIX secolo, Yeongjo (r. 1724-1776) stabilì che le ragazze di buona famiglia non potessero servire come dame di corte, giacché molti genitori le facevano sposare prematuramente per evitare che entrassero a palazzo, ma nella pratica la regola valse soltanto per i ranghi più bassi.

## Organizzazione e reclutamento
La regina consorte non apparteneva al Naemyeongbu, ma si occupava di imporre la disciplina, insegnare l'etichetta alle donne e organizzare banchetti per favorire l'armonia tra la corte interna e la corte esterna.

### Gunggwan
All'interno del Naemyeongbu, le donne dal quinto rango superiore al nono rango inferiore rientravano nel Gunggwan (궁관?, 宮官?) e si occupavano delle faccende domestiche nelle camere da letto, nelle cucine, in sartoria e in lavanderia.

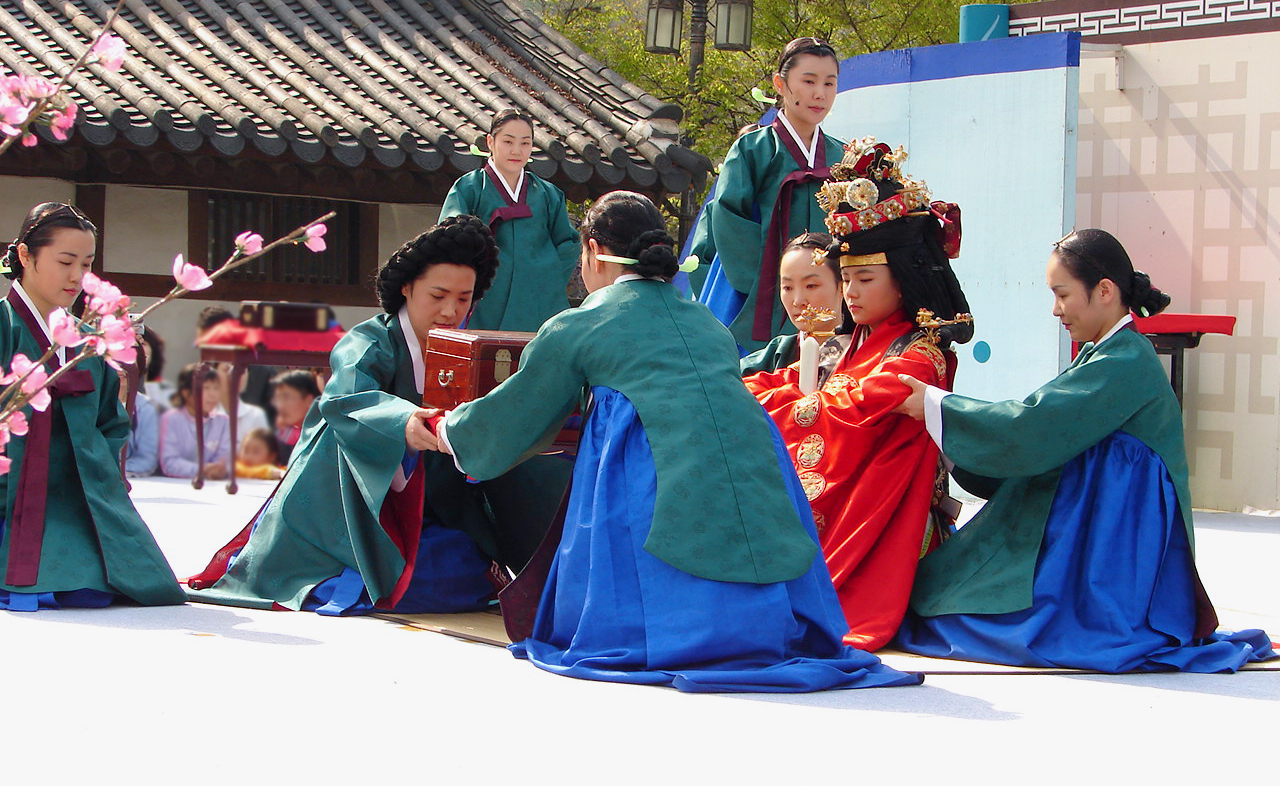
Sanggung che assistono la regina durante il matrimonio reale (ricostruzione storica).

Normalmente selezionate tra le serve dei funzionari statali e le figlie delle kisaeng, entravano a palazzo tra i quattro e i dieci anni d'età dopo aver superato un colloquio con le dame di corte anziane. Prima di iniziare a lavorare una volta compiuti undici o dodici anni, imparavano a leggere, scrivere, cucire e ricamare, oltre al vocabolario di corte, il galateo e la calligrafia. Il raggiungimento del 18º anno d'età era segnato da una cerimonia di matrimonio simbolica, dopodiché diventavano regolari attendenti di palazzo. Dopo trentacinque anni di servizio, potevano essere elevate al quinto rango superiore (sanggung), il massimo per un'appartenente al Gunggwan. A volte, le sanggung che servivano personalmente il re o la regina arrivavano a detenere molto potere e influenza, che tuttavia perdevano con l'ascesa di un nuovo sovrano.

### Naegwan
Le donne dal primo rango superiore al quarto rango inferiore appartenevano al Naegwan (내관?, 內官?) e non avevano responsabilità nella cura della casa. In questa categoria rientravano le concubine del re, a volte scelte tramite un'apposita selezione tra le fanciulle della nobiltà se la regina consorte non era riuscita a partorire un erede maschio; non potevano avere più di vent'anni, e ricevevano direttamente il secondo rango inferiore (sugui) al loro ingresso a palazzo. Il processo di selezione delle sugui, gestito dal Ministero delle cerimonie, non è ben dettagliato nei resoconti storici del primo periodo Joseon, mentre è stato maggiormente descritto dopo il regno di Sukjong (1674-1720): le testimonianze scritte riportano che le prescelte partecipavano a una vera e propria cerimonia nuziale officiata dalla regina, dalle dame che avevano dormito con il re, dalle altre sugui e dalle concubine del primo rango superiore (bin). Per queste ultime venne implementata una procedura di selezione nel secondo anno di regno di Jeongjo (1778).
Anche le dame di corte del Gunggwan che restavano incinte del re venivano elevate al Naegwan, ricevendo il quarto rango inferiore e un padiglione a loro nome, godendo del medesimo trattamento riservato alle concubine.

## Ranghi
| Rango           | Rango  | Titolo                  | Titolo      | Titolo      | Ruolo e incarichi                                                                                   |
| Classificazione | Hanja  | Latinizzazione riveduta | Hangŭl      | Hanja       | Ruolo e incarichi                                                                                   |
| --------------- | ------ | ----------------------- | ----------- | ----------- | --------------------------------------------------------------------------------------------------- |
| —               | —      | Wangbi                  | 왕비        | 王妃        | Regina consorte.                                                                                    |
| —               | —      | Gyebi                   | 계비        | 繼妃        | Regina consorte (titolo usato per i matrimoni dopo il primo).                                       |
| —               | —      | Daebi                   | 대비        | 大妃        | Regina madre, vedova del padre del re.                                                              |
| —               | —      | Wangdaebi               | 왕대비      | 王大妃      | Vedova del nonno del re.                                                                            |
| —               | —      | Sejabin                 | 세자빈      | 世子嬪      | Consorte principale dell'erede al trono.                                                            |
| Naegwan         |        |                         |             |             | |
| 1º superiore    | 正一品 | Bin                     | 빈          | 嬪          | Rango massimo per le concubine.                                                                     |
| 1º inferiore    | 從一品 | Gwiin                   | 귀인        | 貴人        | Secondo rango massimo per le concubine.                                                             |
| 2º superiore    | 正二品 | Soui                    | 소의        | 昭儀        | Sostenere la regina nella preparazione delle cerimonie.                                             |
| 2º inferiore    | 從二品 | Sugui                   | 숙의        | 淑儀        | Sostenere la regina nella preparazione delle cerimonie.                                             |
| 3º superiore    | 正三品 | Soyong                  | 소용        | 昭容        | Preparare riti ancestrali e pasti per gli ospiti.                                                   |
| 3º inferiore    | 從三品 | Sugyong                 | 숙용        | 淑容        | Preparare riti ancestrali e pasti per gli ospiti.                                                   |
| 4º superiore    | 正四品 | Sowon                   | 소원        | 昭媛        | Supervisionare giornalmente la gestione dei palazzi reali.                                          |
| 4º inferiore    | 從四品 | Sugwon                  | 숙원        | 淑媛        | Tessere seta e ramiè per le donazioni annuali.                                                      |
| Gunggwan        |        |                         |             |             | |
| 5º superiore    | 正五品 | Sanggung                | 상궁        | 尚宫        | Scortare la regina; supervisionare sagi e jeoneon.                                                  |
| 5º superiore    | 正五品 | Sangui                  | 상의        | 尙儀        | Responsabile dell'etichetta e delle procedure giornaliere; supervisionare saseol e jeondeung.       |
| 5º inferiore    | 從五品 | Sangbok                 | 상복        | 尙服        | Fornire vestiti, distintivi e stole ricamati; supervisionare saui e jeonsik.                        |
| 5º inferiore    | 從五品 | Sangsik                 | 상식        | 尙食        | Preparare pasti e contorni; supervisionare saseon e jeonyak.                                        |
| 6º superiore    | 正六品 | Sangchim                | 상침        | 尙寢        | Responsabile della procedura per scortare il re alle sue stanze; supervisionare saseol e jeondeung. |
| 6º superiore    | 正六品 | Sanggong                | 상공        | 尙功        | Gestire i processi di tessitura e ricamo; supervisionare saje e jeonchae.                           |
| 6º inferiore    | 從六品 | Sangjeong (Gungjeong)   | 상정 (궁정) | 尙正 (宮正) | Supervisionare la condotta, il lavoro e le punizioni delle dame di corte.                           |
| 6º inferiore    | 從六品 | Sanggi (Sagi)           | 사기        | 司記        | Responsabile dei documenti all'interno del palazzo, con l'accesso ai libri contabili.               |
| 7º superiore    | 正七品 | Jeonbin (Sabin)         | 전빈 (사빈) | 典賓 (司賓) | Preparare pasti per gli ospiti e occuparsi di loro ai banchetti.                                    |
| 7º superiore    | 正七品 | Jeonui (Saui)           | 전의 (사의) | 典衣 (司衣) | Responsabile di accessori per vestiti e capelli delle donne del Gunggwan.                           |
| 7º superiore    | 正七品 | Jeonseon (Saseon)       | 전선 (사선) | 典膳 (司膳) | Preparare contorni bolliti e conserve.                                                              |
| 7º inferiore    | 從七品 | Jeonseol (Saseol)       | 전설 (사설) | 典設 (司設) | Responsabile di tende e stuoie di giunco, pulizia e cura delle merci.                               |
| 7º inferiore    | 從七品 | Jeonje (Saje)           | 전제 (사제) | 典製 (司製) | Produzione di vestiti.                                                                              |
| 7º inferiore    | 從七品 | Jeoneon (Saeon)         | 전언 (사언) | 典言 (司言) | Responsabile della trasmissione dei messaggi tra il re e la corte interna.                          |
| 8º superiore    | 正八品 | Jeonchan                | 전찬        | 典贊        | Aiuto con i pasti e assistenza durante i ricevimenti e gli eventi per gli ospiti.                   |
| 8º superiore    | 正八品 | Jeonsik                 | 전식        | 典飾        | Responsabile di bucato, acconciature e abbigliamento.                                               |
| 8º superiore    | 正八品 | Jeonyak                 | 전약        | 典藥        | Responsabile delle medicine prescritte.                                                             |
| 8º inferiore    | 從七品 | Jeondeung               | 전등        | 典燈        | Responsabile di luci e candele.                                                                     |
| 8º inferiore    | 從七品 | Jeonchae                | 전채        | 典彩        | Tessere stoffe di seta e ramiè.                                                                     |
| 8º inferiore    | 從七品 | Jeonjeong               | 전정        | 典正        | Aiuto alle gungjeong.                                                                               |
| 9º superiore    | 正九品 | Jugung                  | 주궁        | 奏宮        | Questioni relative alla musica.                                                                     |
| 9º superiore    | 正九品 | Jusang                  | 주상        | 奏商        | Questioni relative alla musica.                                                                     |
| 9º superiore    | 正九品 | Jugak                   | 주각        | 奏角        | Questioni relative alla musica.                                                                     |
| 9º inferiore    | 從九品 | Jubyeonchi              | 주변치      | 奏變徵      | Questioni relative alla musica.                                                                     |
| 9º inferiore    | 從九品 | Juchi                   | 주치        | 奏徵        | Questioni relative alla musica.                                                                     |
| 9º inferiore    | 從九品 | Juu                     | 주우        | 奏羽        | Questioni relative alla musica.                                                                     |
| 9º inferiore    | 從九品 | Jubyeongung             | 주변궁      | 奏變宮      | Questioni relative alla musica.                                                                     |